# Armin Ganz
Walter Armin Ganz (* 26. März 1948 in Knoxville (Tennessee); † 9. Oktober 1995 in Sausalito, Kalifornien, Vereinigte Staaten) war ein US-amerikanischer Filmarchitekt.

## Leben
Ganz studierte an der Universität seines Heimatstaates Tennessee Philosophie und Architektur und setzte diese Studien an der Washington University in St. Louis fort. Praktische Erfahrungen in der Filmbranche sammelte Ganz in den 70er Jahren als Regisseur von Kurzfilmen. 1981 verpflichtete ihn Alan Parker für sein Ehedrama „Du oder keine“, wo Ganz dem Filmarchitekten Stu Campbell assistierte. Armin Ganz blieb in der Folgezeit zunächst an Parkers Seite und kooperierte an der Erstellung der Filmbauten zu dessen nachfolgenden Inszenierungen Birdy (erneut mit Stu Campbell) und Angel Heart (mit Kristi Zea). Zwischendurch war er auch an der szenenbildnerischen Gestaltung von Roger Moores letztem James-Bond-Film Im Angesicht des Todes beteiligt, wo er die US-amerikanischen Sequenzen ausführte.
Von Ganz’ späteren Filmarchitekturen ist vor allem die zu dem großangelegten Autobauer-Porträt Tucker erwähnenswert: eine Leistung, die ihm eine Oscar-Nominierung einbrachte. Armin Ganz starb nur 47-jährig auf seinem Hausboot in Sausalito an den Folgen eines Herzinfarktes. Zum Zeitpunkt seines Todes befand er sich gerade in der Vorbereitungsphase zu der Tragikomödie Jack. Seine Arbeit führte der Kollege Dean Tavoularis fort, mit dem er bereits bei Tucker zusammengearbeitet hatte. Ganz selber wird bei diesem Film im Vorspann noch als Ausstatter (set decorator) geführt.

## Filmografie
- 1984: Birdy
- 1984: Im Angesicht des Todes
- 1986: Angel Heart
- 1987: Harte Männer tanzen nicht (Tough Guys Don’t Dance)
- 1987: Tucker
- 1988: Annies Männer
- 1989: Eine herzliche Affäre (Love Hurts)
- 1989: Blaze – Eine gefährliche Liebe (Blaze)
- 1991: Kuffs – Ein Kerl zum Schießen
- 1991: Love Crimes / Das gnadenlose Auge (Love Crimes)
- 1993: John F. Kennedy – Wilde Jugend (J.F.K.: Reckless Youth) (Fernsehfilm)
- 1993: Philadelphia Experiment II
- 1993: Fallen Angels (Fernsehserie)
- 1994: Homerun (Cobb)
- 1994: Mississippi – Fluß der Hoffnung (The Cure)
- 1995: Body Language - Verführung in der Nacht (Fernsehfilm)
- 1996: The Little Death
- 1996: California Nightmare (Fernsehfilm)
- 1996: Jack (Ausstattung)